# Meindert van Buuren

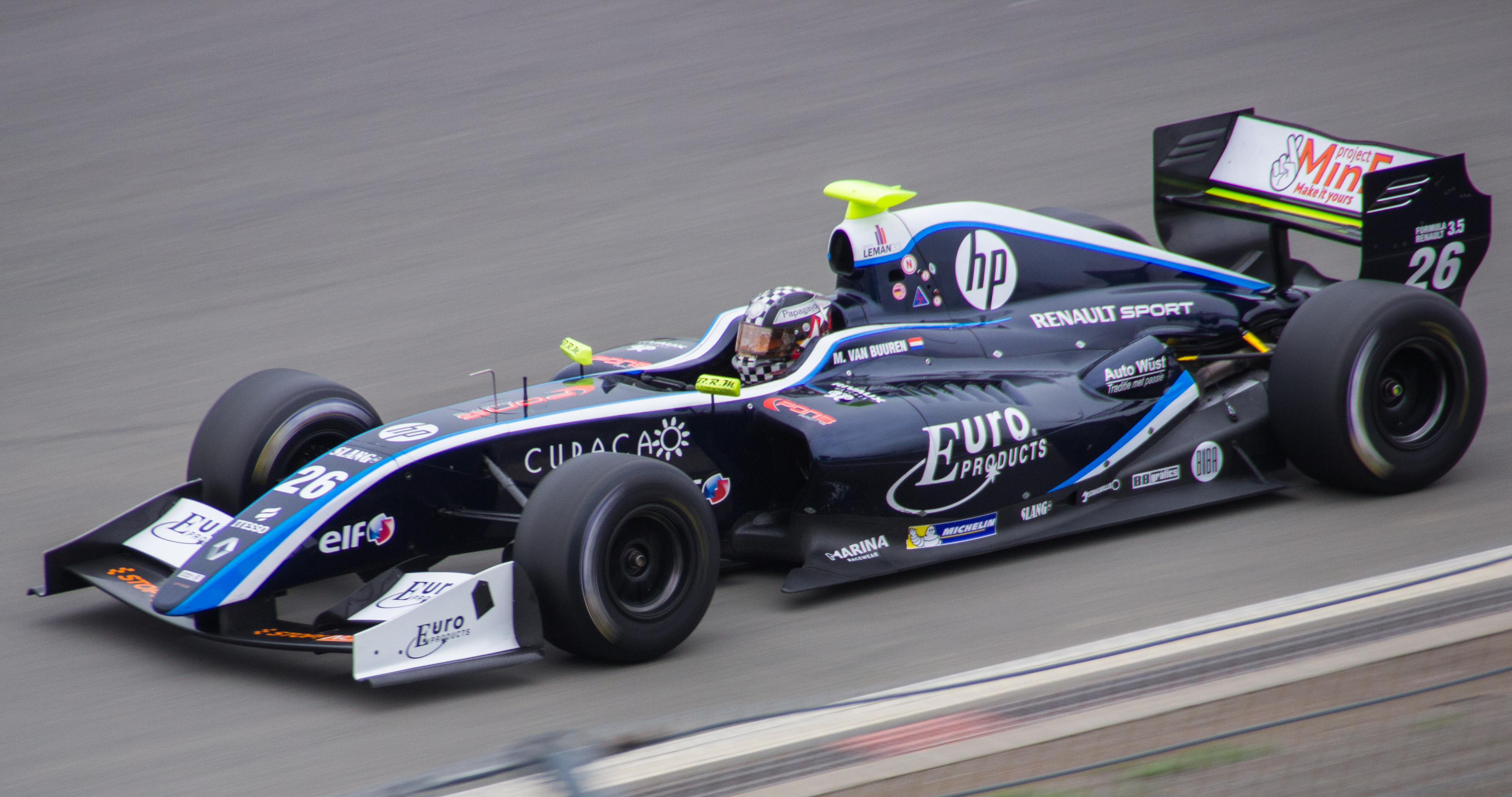
Van Buuren in actie in 2014

Meindert van Buuren jr. (Rockanje, 5 januari 1995) is een Nederlands autocoureur. Zijn vader Meindert van Buuren sr. is ook autocoureur en heeft onder andere deelgenomen aan het Dutch Touring Car Championship.

## Carrière

### Karting
Van Buuren begon zijn autosportcarrière in het karting in 2004 op negenjarige leeftijd. Hij nam vooral deel aan verschillende Nederlandse kampioenschappen, waarbij hij in 2007 kampioen werd in het Zuid-Hollandse KF3-kampioenschap. In 2011 kwam hij in de Rotax Max DD2-categorie te rijden en eindigde hier als vierde in de Rotax Max Wintercup.

### Formule Renault 2.0
In 2011 maakte Van Buuren ook zijn debuut in het formuleracing, waarbij hij deelnam aan de Formule Renault 2.0 NEC voor het team Van Amersfoort Racing. Ondanks dat hij het laatste raceweekend op het Autodromo Nazionale Monza moest missen, eindigde hij als 21e in het kampioenschap met een negende plaats op het Circuit Park Zandvoort als beste resultaat. Ook nam hij voor Van Amersfoort en KTR deel aan vier raceweekenden in de Eurocup Formule Renault 2.0, maar wist hier slechts eenmaal twintigste te worden in een race en eindigde als 39e in het kampioenschap.
In 2012 bleef hij in beide kampioenschappen rijden, maar stapte over naar Manor MP Motorsport. In de NEC verbeterde hij zichzelf naar de elfde plaats in het kampioenschap, terwijl hij in de Eurocup viermaal in de top 20 reed en als 32e in het kampioenschap eindigde.

### Auto GP
In 2013 stapte Van Buuren over naar de Auto GP, waar hij voor Manor MP Motorsport bleef rijden. Hij eindigde als negende in het kampioenschap met een podiumplaats op Donington Park en negen andere puntenfinishes.

### Formule Renault 3.5 Series
In 2014 stapte Van Buuren over naar de Formule Renault 3.5 Series, waar hij ging rijden voor Pons Racing. Voor een team dat normaal gesproken in de achterhoede rijdt maakte hij een goed seizoen mee, met als hoogtepunt een vijfde plaats op de Hungaroring. Hij eindigde met 21 punten als negentiende in het kampioenschap.
In 2015 bleef Van Buuren rijden in de Formule Renault 3.5, maar stapte hij over naar het team Lotus. In de eerste race op het Motorland Aragón wist hij te winnen, maar deze zege werd hem afgenomen vanwege het maken van een valse start. Na vier raceweekenden beëindigde hij zijn contract bij het team en keerde terug naar Pons, waar hij op de Red Bull Ring eenmalig Philo Paz Patric Armand verving, die problemen had met zijn visum.

### GP2
In 2015 maakte Van Buuren tijdens het raceweekend op Monza tevens zijn debuut in de GP2 Series bij zijn oude team MP Motorsport als vervanger van Oliver Rowland, die dat weekend verplichtingen had in de Formule Renault 3.5.